# اندیس مور (۱)
مور (۱) یک اندیس فلزی است که در حوالی شهر داورزن استان خراسان قرار دارد و مادهٔ معدنی موجود در آن، کرومیت است.  